# Евшан-зелье
Евшан-зелье (Евшан-трава) (укр. Євшан-зілля) — поэма украинского поэта Николая Вороного, написанная в 1899 году в Полтаве.
Сюжет поэмы навеян летописной легендой о чудодейственной силе травы-зелья евшан (полынь), которая возвращает людям утраченную память.
Актуальная для денационализированных украинцев, эта легенда вдохновила Н. Вороного на поэтическое отображение пробуждения самосознания людей, которые потеряли свои национальные корни. Сам символ евшана, как и многочисленные пересказы и перепевы легенды, были настолько актуальны и понятны на Украине, что не только литературные произведения, но и периодические издания, народные хоровые коллективы, школы выбирали для своего названия слово евшан, а литературный критик Николай Федюшко взял его себе в качестве псевдонима.

## Пересказ легенды
В Галицко-Волынской летописи под 1201 годом летописец поместил чудесную половецкую легенду. Сравнивая князя Романа с Владимиром Мономахом, он вспоминает, как этот князь разгромил половцев, как выгнал хана Отрока в Обезы за Железные Ворота, а дела брата его — Сирчана — за Дон:

"После же смерти Владимировой остался у Серчана один Певец — Орев и послал его в Обезу, говоря: «Володимир умер уже, то ж повертайся, брате, назад в землю свою». Передай ты ему эти слова мои, спой ему песен половецких. А если не захочет послушать, то дай ему понюхать зелье, называемое Евшан.

Когда же тот отказался возвращаться и слушать, он дал ему зелье. И понюхав, заплакал тот и сказал: «Да луче есть на своей земли костю лечи ине ли на чюже славну быти.» — Летопись по Ипатьевскому списку